# Giacomo Vismara
Giacomo Vismara (Cenate Sopra, 15 dicembre 1951) è un pilota di rally italiano, specializzato nei rally raid, vincitore di un Rally Dakar (1986), categoria camion.
Vanta un record di 25 partecipazioni al rally raid africano.

## Biografia
Ha partecipato al Rally Dakar sia in auto che camion, il miglior risultato con le auto è stato un 8º posto, ripetuto tre volte (1994, 1995 e 1996).

## Palmarès

### Rally Dakar
Tra i navigatori celebri che hanno corso con Vismara, ci sono Renato Pozzetto e Ambrogio Fogar. Di seguito l'elenco delle sue 25 partecipazioni.
| Part. | Anno | Categoria | Mezzo                    | Co-pilota                       | Pos. Cat. | Pos. Ass. |
| ----- | ---- | --------- | ------------------------ | ------------------------------- | --------- | --------- |
| 1     | 1984 | Auto      | Range Rover              | Felice Agostini                 | 60º       |           |
| 2     | 1985 | Camion    | Unimog Mercedes          | Giulio Minelli                  | 4º        | 46º       |
| 3     | 1986 | Camion    | Unimog Mercedes          | Giulio Minelli                  | 1º        | 25º       |
| 4     | 1987 | Camion    | Unimog Mercedes          | Giulio Minelli-Renato Pozzetto  | 5º        | 41º       |
| 5     | 1988 | Auto      | Land Rover               | Giulio Minelli                  | 29º       |           |
| 6     | 1989 | Auto      | Land Rover               | Renato Pozzetto                 | Rit.      |           |
| 7     | 1990 | Auto      | Suzuki Vitara            | Ambrogio Fogar                  | 30º       |           |
| 8     | 1991 | Auto      | Range Rover              | Ambrogio Fogar                  | 23º       |           |
| 9     | 1992 | Auto      | Range Rover              | Ambrogio Fogar                  | Rit.      |           |
| 10    | 1993 | Auto      | Land Rover               | -                               | 9º        |           |
| 11    | 1994 | Auto      | SsangYong                | -                               | 8º        |           |
| 12    | 1995 | Auto      | SsangYong                | Giorgio Albiero                 | 8º        |           |
| 13    | 1996 | Auto      | SsangYong                | Mario Cambiaghi                 | 8º        |           |
| 14    | 1997 | Auto      | Vismar                   | Mario Cambiaghi                 | 14º       |           |
| 15    | 1998 | Auto      | Land Rover               | Mario Cambiaghi                 | 31º       |           |
| 16    | 1999 | Auto      |                          |                                 | 60º       |           |
| 17    | 2000 | Camion    | Unimog Mercedes          | Mario Cambiaghi                 | 20º       |           |
| 20    | 2003 | Camion    | Unimog Mercedes          | Giuseppe Panseri-Marco Sangalli | Rit.      |           |
| 21    | 2005 | Camion    | Unimog Mercedes          | Mario Cambiaghi-Claudio Bellina | 3º        |           |
| 22    | 2006 | Camion    | Unimog Mercedes          | Mario Cambiaghi                 | 6º        |           |
| 23    | 2007 | Camion    | Iveco Trakker            | Mario Cambiaghi-Sergio Chionni  | 12º       |           |
| 24    | 2009 | Camion    | Unimog 400 Mercedes Benz | Giulio Verzeletti               | Rit.      |           |
| 25    | 2011 | Camion    | Unimog 400 Mercedes Benz | Giuseppe Fortuna                | Rit.      |           |